# Барон Уэстбери
Барон Уэстбери из Уэстбери в графстве Уилтшир — наследственный титул в системе Пэрства Соединенного Королевства. Он был создан 27 июня 1861 года для адвоката и либерального политика Ричарда Бетелла (1800—1873). Он заседал в Палате общин от Эйлсбери (1851—1859) и Вулвергемптона (1859—1861), а также занимал должности генерального солиситора Англии и Уэльса (1852—1856), генерального атторнея Англии и Уэльса (1856—1858, 1859—1861) и лорда-канцлера (1861—1865). Баронский титул передавался по прямой линии от отца к старшему сыну до смерти в 1961 году Ричарда Морланда Толлмаша Бетелла, 4-го барона Уэстбери (1914—1961), праправнук первого барона. Ему наследовал его младший брат, Дэвид Алан Бетелл, 5-й барон Уэстбери (1922—2001). Он был конюшим принца Генри, герцога Глостерского, с 1947 по 1949 год, а также служил в качестве заместителя лейтенанта Северного Йоркшира в 1973 году.
По состоянию на 2024 год носителем титула являлся его сын, Ричард Николас Бетелл, 6-й барон Уэстбери (род. 1950), который стал преемником своего отца в 2001 году.

## Бароны Уэстбери (1861)
- 1861—1873: Ричард Бетелл, 1-й барон Уэстбери[англ.] (30 июня 1800 — 20 июля 1873), сын доктора Ричарда Бетелла[1];
- 1873—1875: Ричард Огастес Бетелл, 2-й барон Уэстбери (11 марта 1830 — 28 марта 1875), старший сын предыдущего[2];
- 1875—1930: Ричард Латтрелл Пилкингтон Бетелл, 3-й барон Уэстбери (25 апреля 1852 — 21 февраля 1930), старший сын предыдущего[3];
- 1930—1961: Ричард Морланд Толлмаш Бетелл, 4-й барон Уэстбери (9 октября 1914 — 26 июня 1961), старший сын достопочтенного Ричарда Бетелла (1883—1929), единственного сына 3-го барона Уэстбери[4];
- 1961—2001: Дэвид Алан Бетелл, 5-й барон Уэстбери (16 июля 1922 — 12 октября 2001), младший брат предыдущего[5];
- 2001 — настоящее время: Майор Ричард Николас Бетелл, 6-й барон Уэстбери (род. 29 мая 1950), старший сын предыдущего[6];
  - Наследник титула: достопочтенный Александр Бетелл (род. 21 декабря 1986), единственный сын предыдущего[7].